# Котону
Котону (фр. Cotonou) је највећи град западноафричке државе Бенин, њен економски центар, као и седиште владе. Административни главни град је Порто Ново, где заседа парламент земље. Котону се налази у приморском департману Бенина.

## Историја
Име града потиче од синтагме Ку-тону (Ku-Tonu) из језика народа Фон, која значи: „Ушће реке смрти“. То је било село рибара у лагуни које се временом развило у трговачко раскршће краљевине Дахомеј.
Французи су 1851. закључили уговор са краљем Дахомеја, Гезоом, да оснују трговачку станицу у Котонуу. Њихова морнарица је 1883. заузела град да би спречила Британце да га узму за себе.

## Становништво
Котону има 690.584 становника (стање 2005).
Развој становништва:
- 1979: 320.348 (попис)
- 1992: 536.827 (попис)
- 2002: 665.100 (процена)
- 2005: 690.584 (процена)

## Привреда
Овде се производе: палмино уље, пиво, текстил, цемент, бицикли и моторна возила. Из луке Котону извозе се: нафта и њени деривати, боксит и гвожђе.

## Партнерски градови
- Тајпеј
- Лагос
- Атланта
- Жилина